# 天然者
『天然者』（てんねんもん）は、北海道放送（HBC）にて1999年4月19日から2002年3月25日まで放送された、深夜バラエティ番組。2002年4月1日からは、『天然者R』に改題し、9月30日まで放送された。
当時、札幌市の劇団「劇団イナダ組」に所属していた佐藤重幸（現・戸次重幸）、川井"J"竜輔、清水友陽の3人らが、連続ドラマ、ライブ、ドキュメント、旅、釣り、クイズなど、様々な体当たりの企画に挑んだ。函館市で開催されている「土方歳三コンテスト」への出場企画などが知られている。

## 放送時間
- 毎週月曜深夜24：55 - 25：25（日付上は火曜0：55 - 1：25）

## 出演者
- 佐藤重幸（現・戸次重幸、TEAM NACS）
- 川井"J"竜輔
- 清水友陽
- 小島達子
- 赤坂嘉謙
- 江田由紀浩
- 卓田和広 - ナレーション